# Sankhuwasabha (dystrykt)

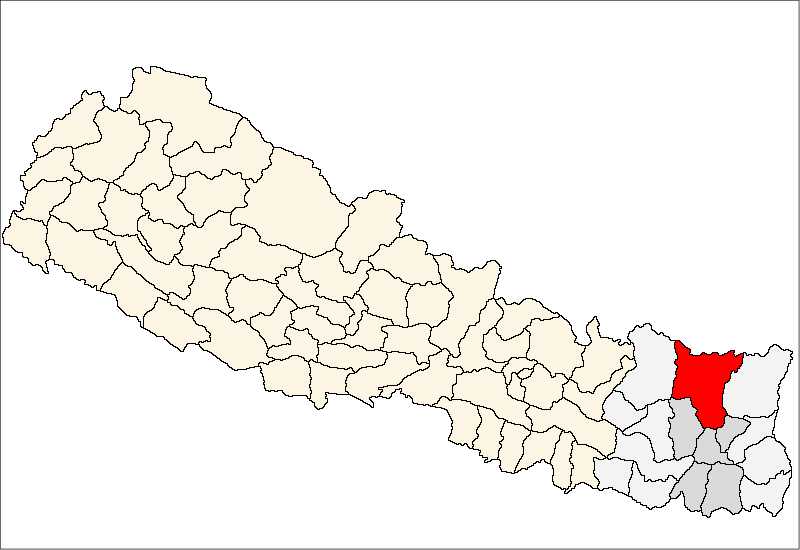
Dystrykt Sankhuwasabha

Dystrykt Sankhuwasabha (nep. सङ्खुवासभा) – jeden z siedemdziesięciu pięciu dystryktów Nepalu. Leży w strefie Kośi. Dystrykt ten zajmuje powierzchnię 3480 km², w 2011 roku zamieszkiwało go 158 742 osób. Stolicą jest Khandbari.